# Liste der Biografien/Rue
Liste der Biografien |
Portal Biografien |
Personensuche
# |
A |
B |
C |
D |
E |
F |
G |
H |
I |
J |
K |
L |
M |
N |
O |
P |
Q |
R |
S |
T |
U |
V |
W |
X |
Y |
Z |
?
 
Ra |
Rb |
Rd |
Re |
Rh |
Ri |
Rj |
Rk |
Rl |
Rm |
Rn |
Ro |
Rr |
Rs |
Rt |
Ru |
Rv |
Rw |
Rx |
Ry |
Rz
 
Rua |
Rub |
Ruc |
Rud |
Rue |
Ruf |
Rug |
Ruh |
Rui |
Ruj |
Ruk |
Rul |
Rum |
Run |
Ruo |
Rup |
Rur |
Rus |
Rut |
Ruu |
Ruv |
Ruw |
Rux |
Ruy |
Ruz
Die Liste der Biografien führt alle Personen auf, die in der deutschsprachigen Wikipedia einen Artikel haben. Dieses ist eine Teilliste mit 207 Einträgen von Personen, deren Namen mit den Buchstaben „Rue“ beginnt.

## Rue
- Rue, Betsy (* 1979), US-amerikanische Schauspielerin

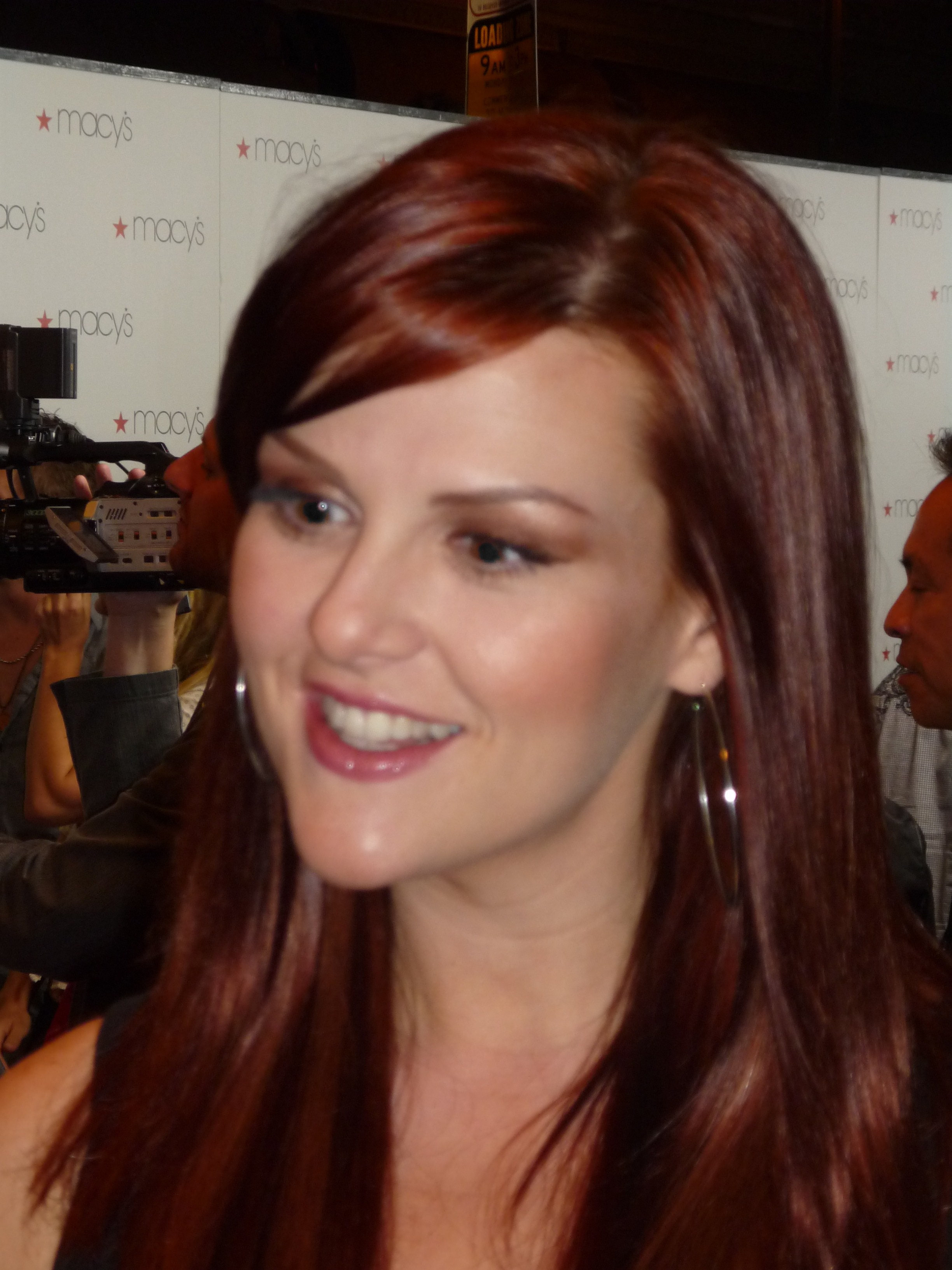
Sara Rue (* 1979)

- Rué, Gérard (* 1965), französischer Radrennfahrer
- Rue, Jacques de, Kammerherr des Königs Karl II. von Navarra
- Rue, Pierre de la († 1518), franko-flämischer Komponist, Sänger und Kleriker der Renaissance
- Rue, Rosemary (1928–2004), britische Medizinerin und Hochschullehrerin
- Rue, Sara (* 1979), US-amerikanische SchauspielerinSara Rue (* 1979)

### Rueb
- Rueb, Alexander (1882–1959), niederländischer Schachfunktionär, Präsident der FIDE
- Rueb, Franz (1933–2021), Schweizer Journalist, Dramaturg, Buchautor und Politiker
- Rueb, Fritz (1925–2015), deutscher Segelflieger- und Motorsegelflieger-Pilot
- Rueb, Gra (1885–1972), niederländische Bildhauerin und Medailleurin
- Rueb, Gustav (* 1975), Schweizer Theaterregisseur
- Rueben, Peter, deutscher Fernsehmoderator
- Ruebenstrunk, Gerd (* 1951), deutscher Schriftsteller
- Rueber zu Pixendorf, Hans (1529–1584), österreichisch-ungarischer General und Förderer der Reformation
- Rueber-Staier, Eva (* 1951), österreichische Schauspielerin, Model, Miss World

### Ruec
- Ruechukorn Promjak (* 2005), thailändischer Fußballspieler
- Rüeck, Alexander (* 1984), deutscher Basketballspieler
- Rüeck, Helmut Walter (* 1962), deutscher Politiker (CDU), MdL

### Rued
- Rueda Aparicio, Luis José (* 1962), kolumbianischer Geistlicher und römisch-katholischer Erzbischof von Bogotá
- Rueda Beltz, Mauricio (* 1970), kolumbianischer Geistlicher, römisch-katholischer Erzbischof und Diplomat des Heiligen Stuhls
- Rueda Hernández, Héctor (1920–2011), kolumbianischer Geistlicher, römisch-katholischer Erzbischof von Medellín
- Rueda Sierra, Ismael (* 1950), kolumbianischer Geistlicher, Erzbischof von Bucaramanga
- Rueda, Belén (* 1965), spanische Schauspielerin
- Rueda, Bladimir (* 1999), bolivianischer Sprinter
- Rueda, Claudia (* 1965), kolumbianische Autorin und Illustratorin für Kinderbücher
- Rueda, Fran (* 1997), spanischer Autorennfahrer
- Rueda, Gerardo (1926–1996), spanischer Maler und Bildhauer
- Rueda, Heidrun (* 1963), deutsche Malerin
- Rueda, Jesús (* 1961), spanischer Komponist und Musikpädagoge
- Rueda, José Antonio (* 2005), spanischer MotorradrennfahrerJosé Antonio Rueda (* 2005)

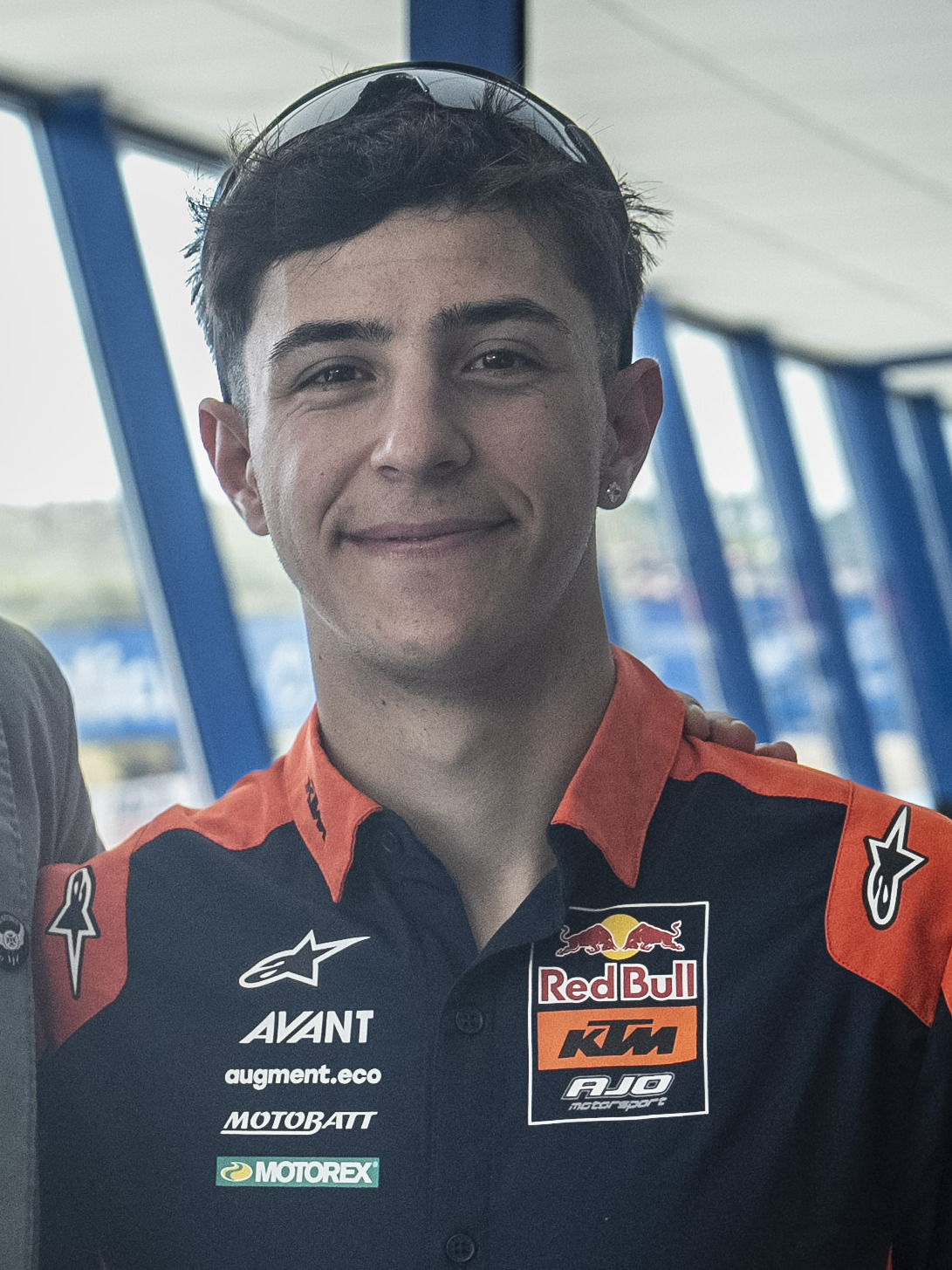
José Antonio Rueda (* 2005)

- Rueda, Lope de, spanischer Dichter
- Rueda, Manuel (1921–1999), dominikanischer Schriftsteller und Pianist
- Rueda, Martin (* 1963), schweizerisch-spanischer Fußballspieler und -trainer
- Rueda, Reinaldo (* 1957), kolumbianischer Fußballtrainer
- Rueda-Oppliger, Fabiola (* 1963), Schweizer Leichtathletin kolumbianischer Abstammung
- Ruedebusch, Dick (1924–1968), US-amerikanischer Jazzmusiker (Trompete) des Dixieland
- Ruedemann, Rudolf (1864–1956), US-amerikanischer Paläontologe deutscher Herkunft
- Ruedenberg, Klaus (* 1920), deutschstämmiger US-amerikanischer Chemiker (Theoretische Chemie, Quantenchemie)
- Ruederer, Josef (1861–1915), deutscher Schriftsteller
- Rüedi, Beat (1920–2009), Schweizer Eishockeyspieler und Skirennfahrer
- Rüedi, Carl (1848–1901), Schweizer Arzt
- Rüedi, Frédéric (1889–1962), Schweizer Beamter
- Rüedi, Lisa (* 2000), Schweizer Eishockeyspielerin
- Rüedi, Lucius († 1870), Schweizer Pneumologe
- Rüedi, Luzius (1900–1993), Schweizer Eishockeyspieler
- Ruedi, Manuel (* 1962), Schweizer Zoologe
- Rüedi, Marcel (1938–1986), Schweizer Bergsteiger
- Rüedi, Max (1925–2019), Schweizer Maler
- Rüedi, Peter (* 1943), Schweizer Journalist und Dramaturg
- Rüedi, Yves (* 1976), Schweizer Jurist
- Ruedin, Georges Henri (1895–1953), Schweizer Uhrenfabrikant
- Ruedin, Marie-Louise (1880–1960), Schweizer katholische Klosterfrau
- Ruedinger, Ben (* 1975), deutscher Schauspieler
- Rüedlinger, Bonifaz (1587–1627), Bibliothekar des Klosters St. Gallen
- Ruedorffer, Eberhard (1701–1765), katholischer Theologe, Hochschullehrer und Benediktinerpater

### Ruef
- Ruef, Johann Kaspar (1748–1825), deutscher Jurist und Bibliothekar
- Ruef, Karl (1916–2009), österreichischer Offizier der Wehrmacht und des Bundesheeres
- Ruef, Matthias (1745–1822), österreichischer Barockmaler
- Ruef, Maximilian (1804–1881), deutscher Jurist
- Ruefer, Sascha (* 1972), Schweizer FernsehmoderatorSascha Ruefer (* 1972)

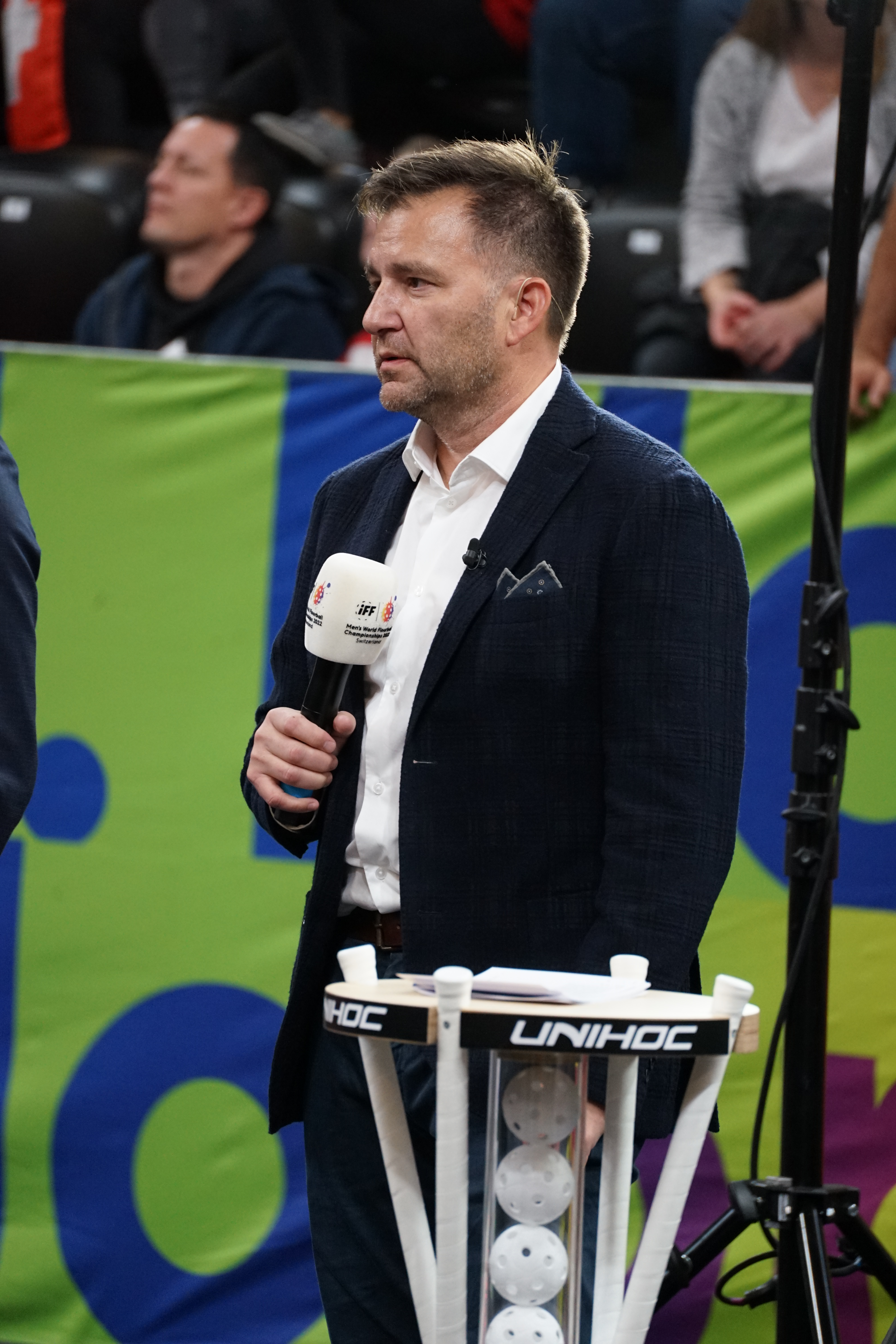
Sascha Ruefer (* 1972)

- Rueff, Adolf (1820–1885), deutscher Tierarzt
- Rueff, Jacques (1896–1978), französischer Politiker, Wirtschafts- und Finanzexperte
- Rueff, Jeanine (1922–1999), französische Komponistin
- Rueff, Johann Caspar von, Wirklicher Hofrat und kurfürstlich bayerischer Leibarzt
- Rueff, Johannes († 1599), Zisterzienser-Abt von Stift Zwettl und Heiligenkreuz
- Rueff, Ralf (* 1968), deutscher Fußballspieler und -trainer
- Rueff, Roger, US-amerikanischer Schriftsteller, Autor zahlreicher Theaterstücke und Drehbücher
- Rueff-Frenkel, Sonja (* 1972), schweizerische Politikerin (FDP), Kantonsrätin des Kantons Zürich
- Rueffer, Alwin Michael (1916–1986), deutscher Bühnen-, Film und Fernsehschauspieler sowie ein Schriftsteller
- Ruefle, Mary (* 1952), US-amerikanische Schriftstellerin

### Rueg
- Ruegenberg, Gottfried (1845–1909), deutscher Mediziner und Politiker (Zentrum), MdR
- Ruegenberg, Lukas (* 1928), deutscher Benediktinermönch, Sozialarbeiter und Bilderbuchillustrator
- Ruegenberg, Sergius (1903–1996), russischer Architekt, Designer und Zeichner
- Rueger, Christoph (1942–2020), deutscher Musikautor und -unterhalter
- Rueger, George Edward (1929–2019), US-amerikanischer Geistlicher, römisch-katholischer Weihbischof in Worcester
- Rüeger, Johann Jakob (1548–1606), Schaffhauser Pfarrer und Chronist
- Rüeger, Max (1934–2009), Schweizer Radiomoderator und Autor
- Rüeger, Ronnie (* 1973), schweizerisch-britischer Eishockeytorwart
- Rüegg Bless, Monika (* 1971), Schweizer Politikerin (Die Mitte)
- Rüegg, Albert (1902–1986), Schweizer Maler, Zeichner, Lithograf, Grafiker, Buchgestalter, Publizist und Herausgeber
- Rüegg, Annelise (1879–1934), Schweizer Kommunistin
- Rüegg, Anny (1912–2011), Schweizer Skirennfahrerin
- Rüegg, Arthur (* 1942), Schweizer Architekt und Professor für Architektur und Konstruktion
- Rüegg, August (1882–1972), Schweizer Klassischer Philologe
- Rüegg, Christian (* 1976), Schweizer Physiker
- Rüegg, Ernst Georg (1883–1948), Schweizer Maler, Zeichner, Grafiker, Illustrator, Kunstpädagoge und Lyriker
- Rüegg, Ferdinand (1847–1913), Schweizer katholischer Bischof von St. Gallen
- Rüegg, Ferdinand (1884–1970), Gründer der Kipa
- Rüegg, Florian (* 1983), Schweizer Biathlet und Skilangläufer
- Rüegg, Fredy (1934–2010), Schweizer Radrennfahrer
- Rüegg, Heinrich (1801–1871), Schweizer Politiker und Arzt
- Rüegg, Helena (* 1959), deutsche Bandoneonistin, Schauspielerin und Autorin
- Ruegg, Ilona (* 1949), Schweizer Künstlerin
- Rüegg, Ivo (* 1971), Schweizer Bobfahrer
- Rüegg, Johann Caspar (1930–2018), Schweizer Mediziner (Physiologie)
- Rüegg, Kathrin (1930–2011), Schweizer Fernsehmoderatorin, Köchin und Autorin
- Rüegg, Kevin (* 1998), schweizerisch-kamerunischer Fußballspieler
- Rüegg, Kurt (* 1945), Schweizer Fussballspieler
- Rüegg, Linda (* 1995), Schweizer Unihockeyspielerin
- Rüegg, Lukas (* 1996), Schweizer Radrennfahrer
- Rüegg, Manuel (* 1991), Schweizer Unihockeyspieler
- Rüegg, Mara (* 1993), Schweizer Unihockeyspielerin
- Rüegg, Markus (* 1959), Schweizer Neurobiologe und Professor am Biozentrum der Universität Basel, Schweiz
- Rüegg, Martin (* 1971), Schweizer Schauspieler
- Rüegg, Mathias (* 1952), schweizerischer Komponist, Jazz-Pianist und Bigband-Leiter
- Rüegg, Melanie (* 2002), Schweizer Unihockeyspielerin
- Rüegg, Noemi (* 2001), Schweizer RadsportlerinNoemi Rüegg (* 2001)

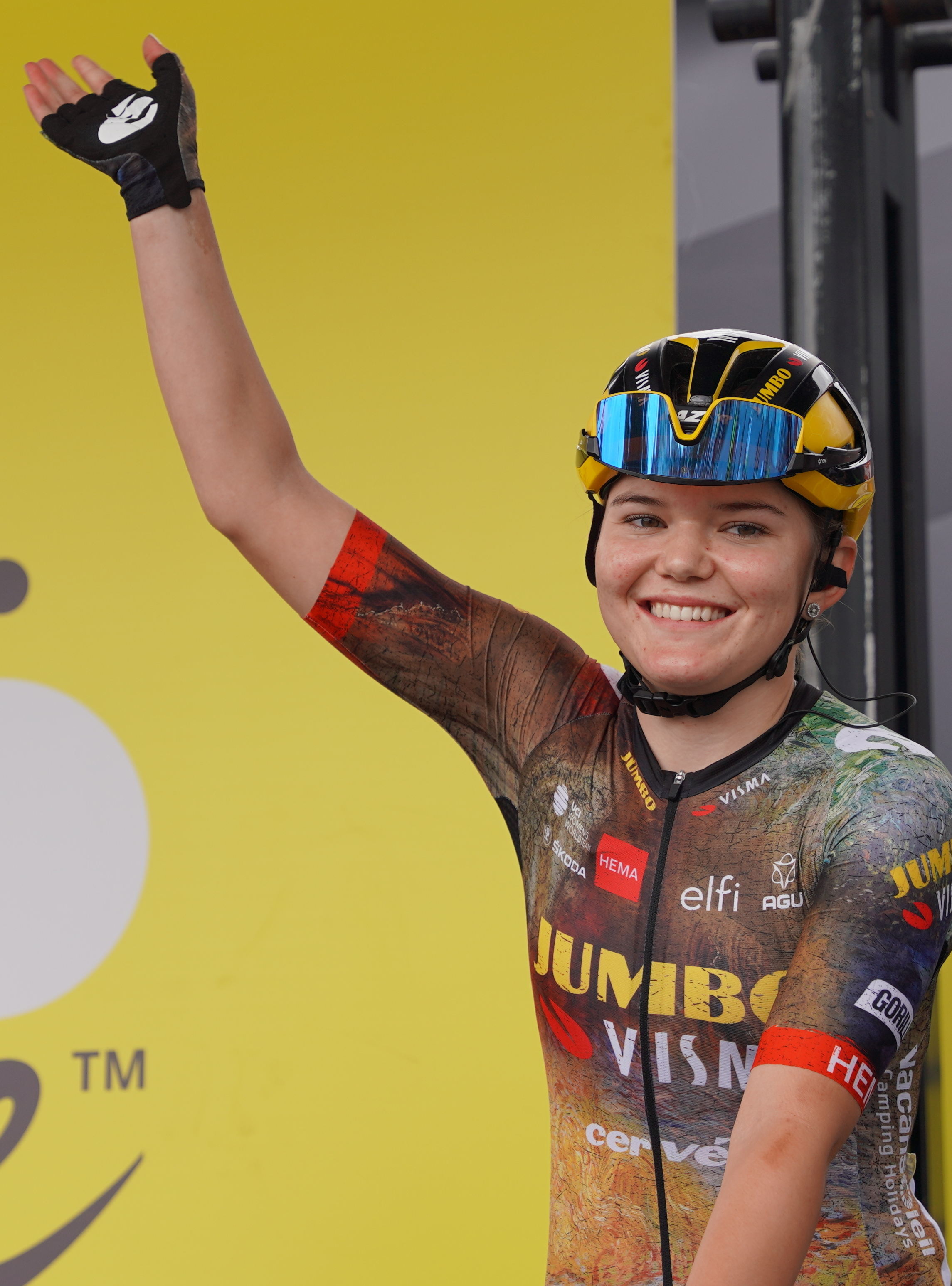
Noemi Rüegg (* 2001)

- Rüegg, Pascal (* 1996), Schweizer American-Football-Spieler
- Rüegg, Reinhold (1842–1923), Schweizer Pädagoge, Journalist und Mitglied des Zürcher Verfassungsrats
- Rüegg, Ruedi (1936–2011), Schweizer Grafiker und Gestalter
- Rüegg, Steven (* 1990), Schweizer Fußballspieler
- Rüegg, Walter (1918–2015), Schweizer Altphilologe und Soziologe
- Rüegg, Xaver (* 1993), Schweizer Jazz und Improvisationsmusiker (Kontrabass)
- Rüegg, Yvonne (* 1938), Schweizer Skirennfahrerin
- Rüegg-Leuthold, Melanie (1906–1997), Schweizer Bildhauerin, Zeichnerin und Malerin
- Rüegg-Stürm, Johannes (* 1961), Schweizer Betriebswirt und Manager
- Rüegger, Joël (* 1995), Schweizer Unihockeyspieler
- Rüegger, Max (* 1942), Funker und Sachbuchautor
- Rüegger, Monika (* 1968), Schweizer Politikerin (SVP)
- Ruegger, Paul (1897–1988), Schweizer Jurist und Diplomat
- Rüegger, Sindy (* 1998), Schweizer Unihockeyspielerin
- Rüegger, Susanne (* 1984), Schweizer Sportlerin
- Ruegger, Sylvia (1961–2019), kanadische Langstreckenläuferin
- Rüegsegger, André (* 1976), Schweizer Politiker (SVP), Landammann von Schwyz
- Rüegsegger, Hans Jörg (* 1970), Schweizer Betriebsleiter und Politiker (SVP)

### Rueh
- Ruehl, Mercedes (* 1948), US-amerikanische SchauspielerinMercedes Ruehl (* 1948)

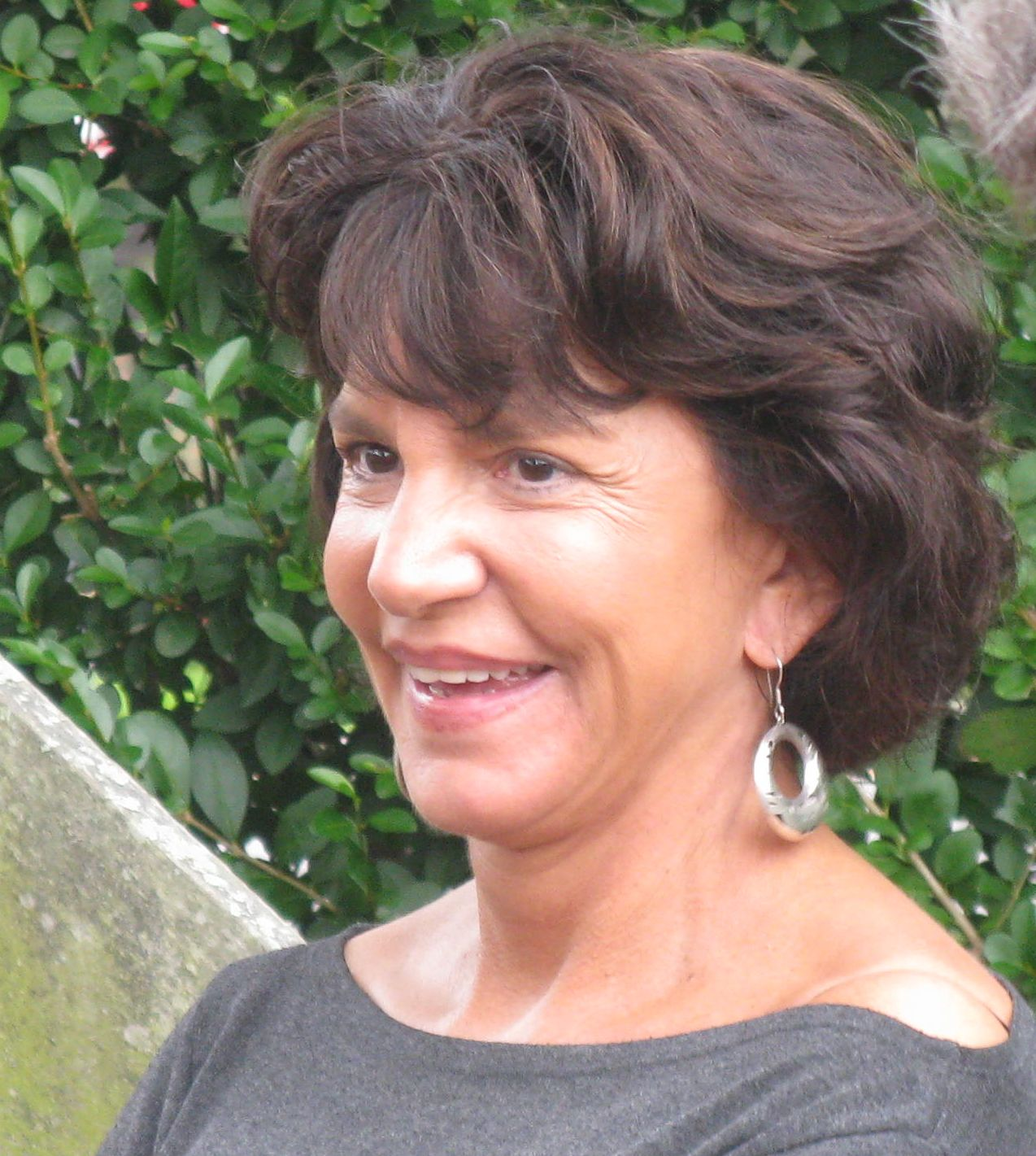
Mercedes Ruehl (* 1948)

- Ruehl, Wolfgang (* 1958), deutscher Regisseur, Autor und Drehbuchautor
- Ruehle, Hugo (1824–1888), deutscher Mediziner und Hochschullehrer
- Ruehm, David (* 1962), österreichischer Regisseur und Fotograf

### Ruel
- Ruel (* 2002), australischer Singer-Songwriter
- Ruel, Dennis, US-amerikanischer Schauspieler, Stuntman und Synchronsprecher
- Ruel, Jean (1474–1537), französischer Humanist, Arzt und Botaniker
- Ruel, Johann Baptist (1634–1685), flämischer Maler
- Ruela, Alex (* 1987), brasilianischer Fußballspieler
- Ruela, Juan de († 1625), spanischer Maler
- Rueland, Simon (* 1997), österreichischer Skirennläufer
- Ruelas, Gabriel (* 1970), mexikanischer Boxer
- Ruelas, Julio (1870–1907), mexikanischer Maler
- Ruelas, Rafael (* 1971), mexikanischer Boxer im Leichtgewicht und Normalausleger
- Ruelberg, Heinrich (* 1882), deutscher Regierungsbaurat und Ministerialbeamter
- Ruele, Naomi (* 1997), botswanische Schwimmerin
- Ruellan, André (1922–2016), französischer Autor und Arzt
- Ruelle, Claude (* 1923), belgischer Diplomat
- Ruelle, David (* 1935), belgischer Physiker und Professor für mathematische Physik
- Ruelle, Pierre (1911–1993), belgischer Romanist, Mediävist und Dialektologe

### Ruem
- Ruempler, Fritz (1905–1983), deutscher Architekt

### Ruen
- Ruenroeng, Amnat (* 1979), thailändischer Boxer

### Ruep
- Ruep, Joseph (1886–1940), deutscher Landschafts- und Landkartenmaler
- Ruep, Margret (* 1950), deutsche Pädagogin und Ministerialdirektorin
- Rueping, Magnus (* 1972), deutscher Chemiker (Organische Chemie, Organische Synthese)
- Ruepp, Andy (* 1968), deutscher Singer-Songwriter
- Ruepp, Elise (1790–1873), Schweizer Pädagogin
- Ruepp, Jakob (1792–1857), Schweizer Jurist, Politiker und Hauserzieher
- Ruepprecht, Hans-Ulrich von (1911–2006), deutscher Jurist und Heraldiker
- Rueprecht, Albert (* 1929), österreichischer SchauspielerAlbert Rueprecht (* 1929)

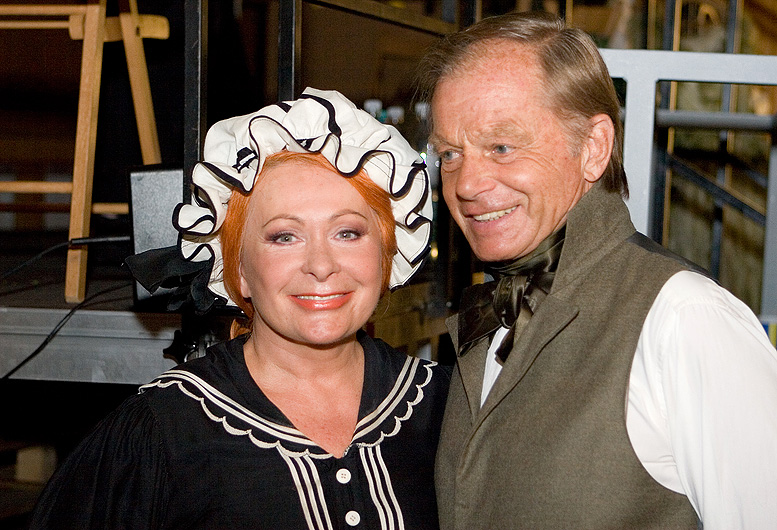
Albert Rueprecht (* 1929)

- Rueprecht, Katharina (* 1943), österreichische Juristin und Autorin

### Ruer
- Ruer, David (1802–1874), deutscher praktischer Arzt
- Ruer, Hermann (1828–1890), deutscher praktischer Arzt
- Ruer, Herz Israel (1758–1826), deutscher Arzt
- Ruer, Julius Wilhelm (1784–1864), deutscher praktischer Arzt und Psychiater
- Ruer, Otto (1879–1933), Oberbürgermeister von BochumOtto Ruer (1879–1933)

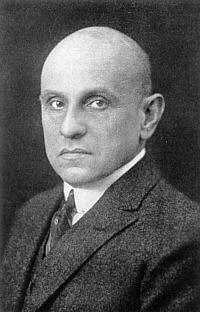
Otto Ruer (1879–1933)

- Ruer, Rudolf (1865–1938), deutscher Chemiker und Hochschullehrer
- Ruer, Wilhelm (1848–1932), deutscher Jurist und Dichter
- Ruerat, Albert P. (1904–1987), US-amerikanischer Politiker

### Rues
- Rüesch, Ernst (1928–2015), Schweizer Politiker (FDP)
- Ruesch, Hans (1913–2007), Schweizer Rennfahrer, Publizist und Schriftsteller
- Rüesch, Jason (* 1994), Schweizer Skilangläufer
- Ruesch, Joseph Theodor von (1709–1769), preußischer Generalmajor, Chef des Husarenregiments Nr. 5, Amtshauptmann von Ragnitz
- Rueschemeyer, Dietrich (* 1930), deutsch-amerikanischer Soziologe
- Ruesga, Carlos (* 1985), spanischer Handballspieler
- Ruesink, Linda (* 1966), US-amerikanische Komponistin und Musikpädagogin
- Rueslåtten, Kari (* 1973), norwegische Sängerin
- Ruesom, Oqbe Kibrom (* 1998), eritreischer Marathonläufer
- Rueß, Alexander (* 1998), deutscher Jazzmusiker (Gitarre, Komposition)
- Rueß, Ambros (1916–2009), deutscher Biologe und Abt
- Rueß, Hans (1901–1974), deutscher Politiker (KDP), MdL und Widerstandskämpfer
- Rueß, Karl-Heinz (* 1954), deutscher Historiker und Archivar
- Rueß, Maximilian (1925–1990), deutscher Bildhauer und Maler
- Ruess, Nate (* 1982), US-amerikanischer Sänger
- Rueß, Paula (1902–1980), deutsche Widerstandskämpferin in der Résistance
- Rueß, Simon Friedrich (1713–1748), deutscher Philosoph und Historiker
- Ruest, Anselm (1878–1943), deutscher Publizist, Philologe und Philosoph
- Ruest, Elisabeth (1861–1945), deutsche Malerin und Grafikerin
- Ruest, Jean-Jacques (* 1955), kanadischer Eisenbahnmanager

### Ruet
- Ruete, Alfred (1882–1951), deutscher Dermatologe und Hochschullehrer
- Ruete, Christian Georg Theodor (1810–1867), deutscher Ophthalmologe und Hochschulprofessor
- Ruete, Emily (1844–1924), omanisch-sansibarische Prinzessin, Schriftstellerin und LehrerinEmily Ruete (1844–1924)

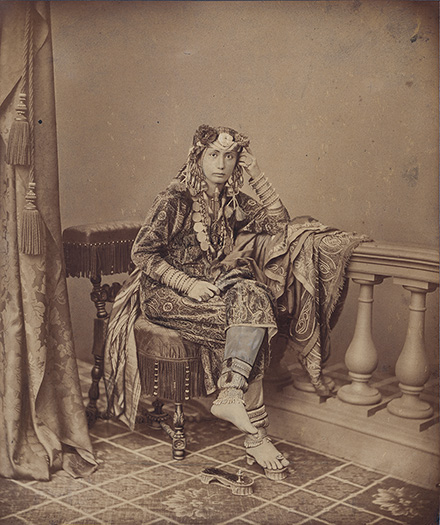
Emily Ruete (1844–1924)

- Ruete, Hans Hellmuth (1914–1987), deutscher Diplomat und Botschafter
- Ruete, Matthias (* 1952), deutscher Jurist und EU-Beamter
- Ruete, Rudolph Heinrich (1839–1870), deutscher Kaufmann und Ehemann einer omanischen Prinzessin
- Rueter, Jason (* 1977), US-amerikanisch-deutscher Basketballspieler und -trainer
- Ruether, Rosemary Radford (1936–2022), US-amerikanische Theologin
- Rüetschi, Albrecht Rudolf (1820–1903), Schweizer evangelischer Geistlicher, Theologe und Hochschullehrer
- Ruetschmann, David (1726–1796), Augustinermönch, Mathematiker, Uhrmacher und Mechanikus
- Ruetz, Andi (* 1975), österreichischer Naturbahnrodler
- Ruetz, Bernhard (1950–2008), deutscher Richter
- Ruetz, Bernhard (* 1968), Schweizer Wirtschaftshistoriker
- Ruetz, Caspar (1708–1755), deutscher Kantor und Komponist
- Ruetz, Hedwig (1879–1966), deutsche Malerin
- Ruetz, Helmut (* 1972), österreichischer Naturbahnrodler und Rennrodelfunktionär
- Ruetz, Karl (1841–1930), Mitglied des Provinziallandtages der Provinz Hessen-Nassau
- Ruetz, Lukas (* 1993), österreichischer Skibergsteiger, Blogger, Autor, Vortragsredner und Lawinenexperte
- Ruetz, Michael (1940–2024), deutscher Fotograf
- Ruetz, Rebekka (* 1984), österreichische Modedesignerin

### Ruey
- Ruey, Claude (* 1949), Schweizer Politiker (FDP)

### Ruez
- Ruez, Johannes (1678–1762), süddeutscher Holzbildhauer
- Ruez, Ludwig Ferdinand (1885–1967), deutschvölkischer antisemitischer Agitator im Dienste des Deutschvölkischer Schutz- und Trutzbundes und der NSDAP